# Moluccella laevis
Moluccella laevis L., 1753 è una pianta erbacea perenne alla famiglia delle Lamiacee.
Originaria della Turchia, della Siria e del Caucaso, fiorisce in estate. Viene coltivata per le sue spighe di fiori. I minuscoli fiori bianchi sono circondati da calici verdi, con le foglie che sono di colore verde chiaro. Può crescere fino ad un 1 metro in altezza.